# 福安駅 (福建省)
福安駅は、中華人民共和国福建省寧徳市 福安市湾塢鎮にあり南昌鉄道局に帰属し、2009年9月28日、温福線開通と同時に開業した。 
駅は、湾塢高架橋の横に位置し、乗客および貨物であり、瀋海高速道路と寧上高速道路に近接している。 
福安駅は、福安市湾塢鎮 にあり、温福線に属し、文府鉄道の停留所の1つである。福安駅は、湾塢鎮の中心から約1 km離れている。駅舎の総建設面積は、3,100平方メートル以上である。ソフトな待合室とVIPルームはなく、一般的な待合室の面積は820平方メートル以上で、最大の集会者数は500人である。2009年9月28日、温福線の福安駅が正式に開業した。福安駅は中国福建第24局グループの建設であり、半年以上の建設期間を経て、すべてのプロジェクトの95％以上完了し、基本的に鉄道開通の条件を満たしている。 

## 歴史
2009年9月28日に正式に開業した。 

## 隣の駅
中国国鉄
温福線
霞浦駅　-　福安駅　-　寧徳駅

## 参考資料
1. 1 2  温福铁路宁德段风采——五火车站各有特色，宁德网，2009-6-27[リンク切れ]